# Тарсус-Чай

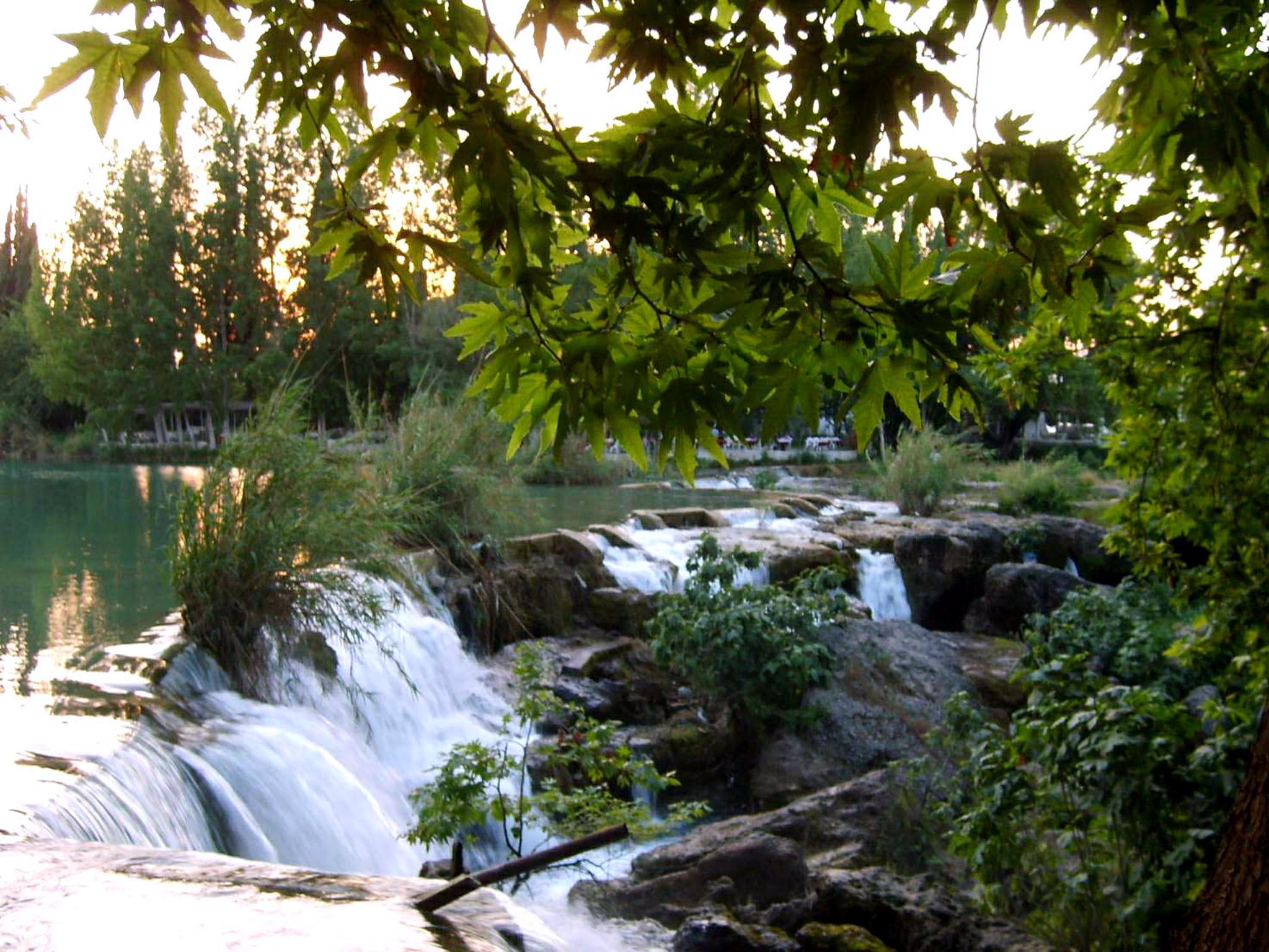
Водоспад Тарсус шелалесі (Tarsus şelalesi) зі сходу

Тарсус-Чай, Терсус-Чай, Берда́н-Чай (тур. Berdan Çayı), в античні часи Кідн (дав.-гр. Κύδνος, лат. Cydnus) — річка в Малій Азії, на території сучасної Туреччини (провінція Мерсін). Впадає у Середземне море. На річці розташовано місто Тарс.
Основне джерело живлення — гори Тавр. Витоки знаходяться в околицях села Богазпінар (Boğazpınar). Має дві великих притоки — Кадінджик (Kadıncık) і Памуклук (Pamukluk). Річка є короткою (124 км), середня витрата води — 42 м³/с. Площа басейну — 1 592 км². Трохи вище міста Тарс на річці розташовано водоспад, його околиці є популярним місцем відпочинку.
На Тарсус-Чай побудовано чотири греблі, які використовують як для вироблення електроенергії, так і для контролю рівня води.
Пониззя Тарсус-Чаю знаходиться в одному з найтепліших регіонів Туреччини, але у верхів'ях вода може бути досить холодною. Вважають, що саме купання в цій річці спричинило смерть халіфа аль-Мамуна у 833 р. і хворобу Александра Македонського в 333 р. до н. е.